# Caesalpinia velutina
Caesalpinia velutina är en ärtväxtart som först beskrevs av Nathaniel Lord Britton och Joseph Nelson Rose, och fick sitt nu gällande namn av Paul Carpenter Standley. Caesalpinia velutina ingår i släktet Caesalpinia och familjen ärtväxter. Inga underarter finns listade i Catalogue of Life.